# Pehr Fabian Aurivillius
Pehr Fabian Aurivillius, född 10 december 1756, död 14 november 1829 i Uppsala under pågående sammanträde i konsistorium; en svensk filolog, professor i  vitterhet, biblioteksman och rektor vid Uppsala universitet.

## Biografi
Pehr Fabian Aurivillius var son till den berömde orientalisten Carl Aurivillius och Eva Ulrika Ekerman (dotter till Petrus Ekerman), och härstammade via fadern från Bureätten. År 1796 gifte han sig med Regina Waldius, dotter till prosten Erik Waldius. Deras sonsöner var zoologerna Christopher och Carl Aurivillius.
Aurivillius skrevs in som student vid Uppsala universitet vid ett halvt års ålder, och disputerade där för filosofie magistergraden 1782, dock inte i orientaliska språk för fadern, troligen på grund av jäv eller för att hans kunskaper därom togs för givet. Han förordnades sistnämnda år vid universitetsbiblioteket som amanuens under Jacob Fredrik Neikter, vars vitsord bidrog till att upprätta hans anseende. 
Efter två år vid biblioteket utsågs han till docent i grekiska, men när en tjänst som adjunkt i grekiska och hebreiska blev ledig 1786, gick den till en annan sökande, Abraham Thorberg. Aurivillius släkting Nils von Rosenstein, som vid tidpunkten var kansler vid universitetet, utsåg honom då till Neikters efterträdare som akademibibliotekarie och professor i vitterheten. Han stannade i den befattningen i hela 42 år, vilket är den längsta ämbetstiden där någonsin. Under åren 1788–1800 var han också Västgöta nations inspektor.

### Carolina Rediviva
Aurivillius blev utsedd till universitetets rektor 1790, 1799, 1807, och 1816. Det var under hans tid, och delvis efter hans förslag, som en ny biblioteksbyggnad, Carolina Rediviva, grundlades. Han hann dock inte se byggnaden färdigställd innan han avled. 
Bibliotekets bokbestånd växte avsevärt under Aurivillius' tid. Genom donationer, testamenten, och inköp, utökades biblioteket med flera värdefulla tillskott, såsom Torbern Bergmans donation, Gustavianska samlingen, flera orientaliska och medeltida samlingar, Nordinska handskriftssamlingen, Thunbergs japanska böcker, kartsamlingar, med mera. Bland hans övriga gärningar var att färdigställa en tryckt katalog över bibliotekets bestånd, samt att upprätta en biblioteksordning. 
Under sitt långa värv vid universitetet författade Aurivillius själv ett flertal böcker och småskrifter, som jämte hans brev förvaras i Uppsala universitetsbibliotek.